# Ljussjön (Skogs socken, Hälsingland)
Ljussjön består av två källsjöar, Norra Ljussjön och södra Ljussjön, belägna i södra delen av Söderhamns kommun. Närmaste tätort är Stråtjära. Sjöarna är kända för sitt extremt rena och fina vatten. Sjöarnas fiskbestånd består av abborre och gädda och omfattas av Gullgruvas fiskevårdsområde.